# Jeff Richmond

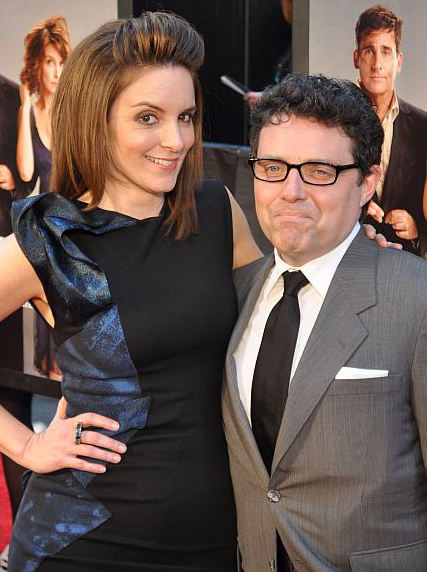
Richmond mit seiner Ehefrau Tina Fey

Jeffrey „Jeff“ Wayne Richmond (* 7. Januar 1961 in Garrettsville, Portage County, Ohio) ist ein US-amerikanischer Komponist, Schauspieler und Fernsehproduzent. Richmond komponierte die Musik für die Comedyserie 30 Rock, für die er auch als Produzent tätig war.

## Leben
Richmond wuchs in Portage County in Ohio auf und machte seinen Abschluss an der James A. Garfield High School in Garrettsville. Später studierte er an der Kent State University, wo er in den späten 1980er Jahren auch seinen Abschluss machte. Während seines Studiums war er als Co-Autor an einer Vielzahl dortiger Musicalproduktionen beteiligt.
Er arbeitete bei The Second City in Chicago am Child’s Play Touring Theatre bevor er damit begann, die Musik für Saturday Night Live in New York zu komponieren. Im Jahr 2006 verließ er die Show, um als Komponist und Produzent für 30 Rock tätig zu werden. In der Serie spielt er auch kleinere Rollen und führte 2010 bei einer Folge Regie.
Im Jahr 2008 schrieb er die Musik für den Film Baby Mama, in dem seine Frau Tina Fey neben Amy Poehler die Hauptrolle spielt.
Seit dem 3. Juni 2001 ist Jeff Richmond mit der Hauptdarstellerin und Erfinderin von 30 Rock, Tina Fey, verheiratet. Sie lernten einander bei The Second City kennen. Ihre erste Tochter wurde am 12. September 2005 geboren und ihre zweite Tochter am 10. August 2011.

## Filmografie
- 2006–2013: 30 Rock
- 2008: Baby Mama
- 2024: Mean Girls – Der Girls Club (Mean Girls)